# Edmund Roman Orlik
Pour les articles homonymes, voir Orlik.

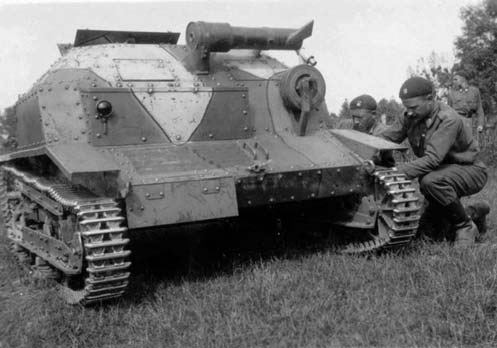
L'aspirant Orlik et son conducteur près de la chenillette TKS

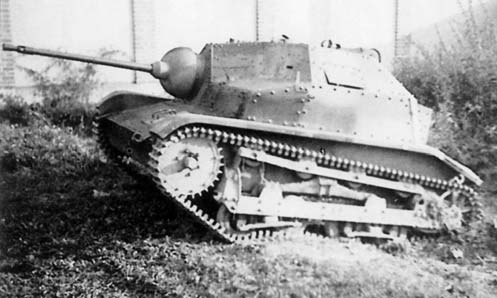
Chenillette TKS armée d'un canon de 20 mm

Edmund Roman Orlik (né le 26 janvier 1918 à Rogoźno en Pologne - mort le 8 avril 1982 à Opole) est un aspirant de réserve polonais ayant détruit treize chars allemands en septembre 1939. Connu dans la littérature de guerre sous le nom de Roman Orlik.

## Biographie

### Jeunesse et Seconde Guerre mondiale
Après avoir passé son baccalauréat, Edmund Roman Orlik se porte volontaire pour le service militaire. En 1937 il termine un cours au Centre de formation de l'arme blindée (Centrum Wyszkolenia Broni Pancernych) à Modlin, ensuite il entame ses études à l'École polytechnique de Varsovie. Il est mobilisé en août 1939 et prend part à la campagne de Pologne au 71e bataillon de chars au sein de la brigade de cavalerie Grande Pologne.
Le 18 septembre 1939, lors de l'escarmouche à Pociecha dans la forêt de Kampinos, le demi-peloton d'Orlik composé de trois chenillettes TKS dont seule celle d'Orlik est armée d'un canon automatique de 20 mm, les autres ne sont équipées que de mitrailleuses Hotchkiss de 7,92 mm, détruit au canon trois chars allemands, probablement des Panzerkampfwagen 35(t) de la 1re Division légère. Au cours de l'affrontement le lieutenant Victor IV von Ratibor, duc de Ratibor trouve la mort.
Le lendemain, Orlik prend part à la bataille de Sieraków. Les Allemands sont d'abord repoussés par les 7e et 9e régiment de uhlans, ensuite, ils contre-attaquent avec l'appui de blindés du 11e Panzerregiment et du 65e Panzerabteilung. Plus de vingt chars allemands sont détruits dont sept par Orlik qui prend aussi deux prisonniers. Ensuite il arrive avec sa chenillette à Varsovie et participe à sa défense. Après la capitulation de la Pologne il rejoint les rangs de l'Armia Krajowa.

### Carrière professionnelle
Après la guerre, il termine l'École supérieure d'arts plastiques, il travaille dans la ville de Łódź où il conçoit des bâtiments dans la cité universitaire. Il est le chef de projet de la bibliothèque universitaire de Łódź, construite dans les années 1956-1960, considérée comme l'œuvre d'architecture la plus élaborée de la ville sous le régime socialiste. Il conçoit également la résidence destinée aux étudiants étrangers, appelée la Tour de Babel, ainsi que le siège des études de langues étrangères. Il termine ensuite ses études d'architecture à l'école polytechnique de Wrocław et s'installe au début des années 1970 à Opole.
Edmund Roman Orlik décède au cours d'un accident en 1982.

## Décoration
Croix de la Vaillance (Krzyż Walecznych)

## Postérité
- À l'endroit de la bataille de Pociecha, une pierre commémorative <<Orlik>> (Kamień Orlika)[6]  a été mise en place.
- Dans le jeu vidéo World of Tanks il existe une récompense appelée "médaille d'Orlik"

## Source de la traduction
- (pl) Cet article est partiellement ou en totalité issu de l’article de Wikipédia en polonais intitulé « Edmund Roman Orlik » (voir la liste des auteurs).